# Kouna (Markoye)
Pour les articles homonymes, voir Kouna.
Kouna est une commune située dans le département de Markoye, dans la province d'Oudalan, région du Sahel, au Burkina Faso.